# Red de Hartig

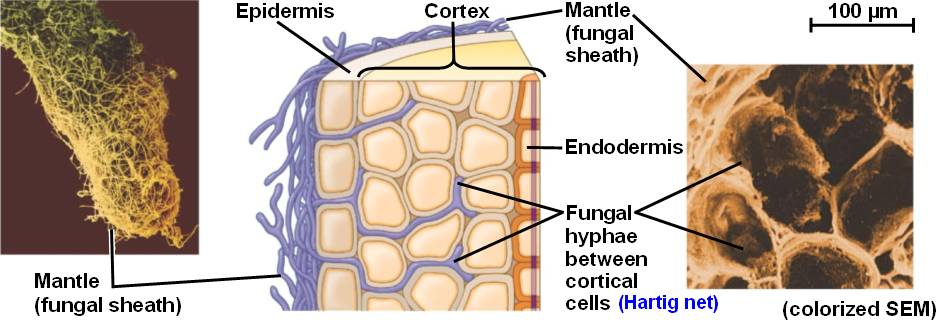
Morfología de una relación ectomicorrizal común. Red de Hartig

La Red de Hartig es una red de hifas de hongos micorrizos que se extiende dentro de las raíces de las
plantas, penetrando entre las células epidérmicas y corticales. Esta red es un sitio de intercambio de nutrientes entre el hongo y la planta hospedante. Se trata de una simbiosis. La red de Hartig es típica de las ectomicorrizas.
La investigación temprana de la anatomía de la conexión entre los hongos micorrizos y las plantas hospedantes fue llevada a cabo por Robert Hartig, un patólogo botánico alemán del siglo XIX, hijo de Theodor Hartig. Por eso lleva su nombre.